# Neotrigonia jacksoni
Neotrigonia jacksoni is een tweekleppigensoort uit de familie van de Trigoniidae. De wetenschappelijke naam van de soort is voor het eerst geldig gepubliceerd in 2011 door Morrison.